# Neerslagreactie

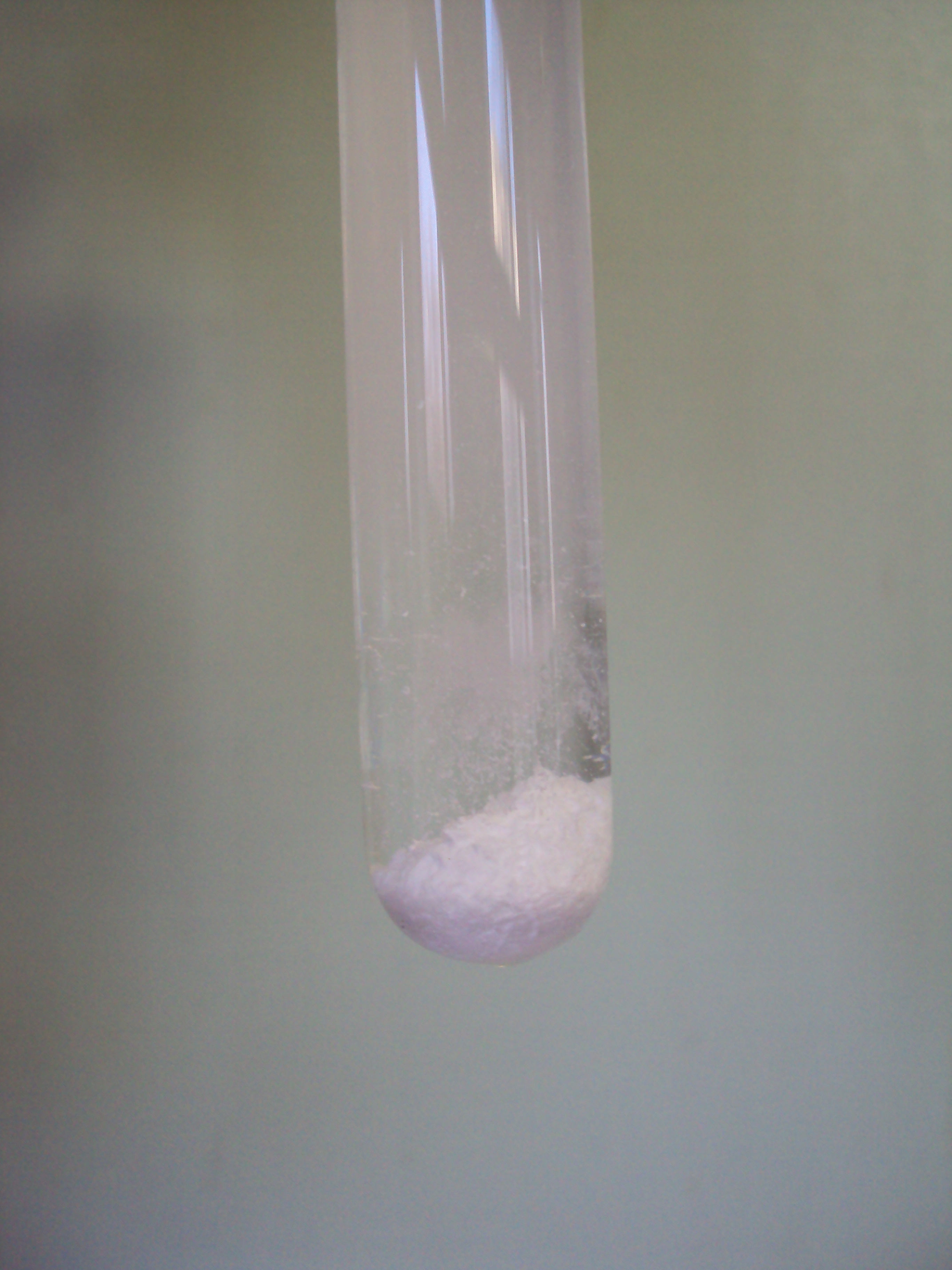
Bij het toevoegen van zilver(I)nitraat aan een zoutzuur-oplossing, slaat het witte zilver(I)chloride neer.

Een neerslagreactie vindt plaats als twee oplossingen van goed oplosbare elektrolyten samen een slecht oplosbaar zout vormen. Dit slecht oplosbare zout wordt een vaste stof en vormt een neerslag. Elektrolyten kunnen zoutoplossingen zijn maar ook oplossingen van moleculaire verbindingen zoals zwavelzuur (H2SO4).

## Het verloop van een neerslagreactie
Een neerslagreactie begint met het samenvoegen van minstens twee elektrolytoplossingen. In een elektrolytoplossing kunnen de positief geladen ionen en de negatief geladen ionen onafhankelijk van elkaar bewegen. Aangezien elk elektrolyt uit ten minste twee ionsoorten bestaat, zijn er ten minste drie ionsoorten in de oplossing na het samenvoegen. Aan de hand van een oplosbaarheidstabel kan men afleiden welke combinatie van een positief geladen ionsoort en een negatief geladen ionsoort een slecht oplosbaar zout opleveren. Als minstens één combinatie een slecht oplosbaar zout vormt, ontstaat er een neerslag. Deze neerslag bestaat uit een vast zout. Meestal zakt deze vaste stof langzaam naar beneden (slaat neer) zodra de zoutoplossingen met elkaar in contact komen. Het kan ook voorkomen dat de gevormde deeltjes een colloïdale suspensie vormen en blijven zweven.
Een voorbeeld van een neerslagreactie is de reactie tussen een natriumfosfaatoplossing en een koper(II)nitraatoplossing. Voor het bepalen of er een neerslag ontstaat en waar deze uit bestaat, kan men een tabel maken met de oplosbaarheid van de mogelijke combinaties.
|       | Na+ | Cu2+ |
| PO43− | g   | s    |
| NO3−  | g   | g    |

Uit de bovenstaande tabel is af te leiden dat het koperion samen met het fosfaation een slecht oplosbaar zout vormen. Er slaat dus koper(II)fosfaat neer. De reactievergelijking hiervoor is:
3 Cu2+(aq)  +  2 PO43−(aq)  →  Cu3(PO4)2 (s)
Bij deze vergelijking zijn de tribune-ionen weggelaten. Tribune-ionen blijven opgelost in water. Na filtratie van het ontstane zout (dat als residu in het filterpapier achterblijft) zijn de koperionen en fosfaationen dus uit de oplossing verdwenen. Een oplossing van natriumnitraat blijft over. Als de aanwezigheid van tribune-ionen ongewenst is kunnen die na afloop van de precipitatie verwijderd worden door herhaaldelijk te decanteren en weer vers demiwater toe te voegen aan het mengsel. 
Als een zeer zuiver precipitaat gewenst is kiest men soms voor vluchtige tribune-ionen die uit het mengsel verwijderd kunnen worden door ze eenvoudig te laten verdampen. Door in het bovenstaande voorbeeld natriumfosfaat te vervangen door het vluchtige ammoniumfosfaat heb je de mogelijkheid om na het wassen en decanteren het laatste spoortje van het tribune-ion (ammonium in dit geval) te verwijderen door het geprecipiteerde koperfosfaat te drogen bij 100 °C.

## Toepassingen van neerslagreacties

### Ionen verwijderen uit een oplossing
Het komt voor dat er in een zoutoplossing een ongewenste ionsoort voorkomt. Deze kan verwijderd worden door een zoutoplossing toe te voegen die een ionsoort bevat waarmee het ongewenste ion een slecht oplosbaar zout vormt. Door de ontstane suspensie te filtreren, wordt de neerslag uit de suspensie gehaald.

### Ionen aantonen
Het is mogelijk om een ionsoort aan te tonen door een zoutoplossing toe te voegen die een ionsoort bevat waarmee het aan te tonen ionsoort een slecht oplosbaar zout vormt. Aan de hand van voorspellingen gebaseerd op een oplosbaarheidstabel kan er worden bepaald of een ionsoort aanwezig is.

### Gehaltebepaling door middel van titratie
Als een specifieke combinatie van twee elektrolyten een zout geeft dat kwantitatief neerslaat kun je het gehalte van het ene elektrolyt bepalen door te titreren met het andere elektrolyt. Zo kan bijvoorbeeld het sulfaatgehalte van een oplossing bepaald worden door te titreren met een oplossing van bariumchloride van bekende concentratie.
De reactie die daarbij plaatsvindt is de volgende:
SO42− (aq) + Ba2+ (aq) → BaSO4 (s)
Het omslagpunt van de titratie kan gemeten worden met een ion-selectieve elektrode voor barium. Op het moment dat al het sulfaat weggereageerd is zal de concentratie opgelost Ba2+ sterk toenemen. Dit kan vastgesteld worden met een ionselectieve elektrode.